# Inti (vliesvleugeligen)
Inti is een geslacht van vliesvleugeligen uit de familie Eulophidae. De wetenschappelijke naam van dit geslacht is voor het eerst geldig gepubliceerd in 2010 door Hansson.

## Soorten
Het geslacht Inti is monotypisch en omvat slechts de volgende soort:
- Inti levis Hansson, 2010